# 江坂任
江坂 任（えさか あたる、1992年5月31日 - ）は、兵庫県三田市出身のプロサッカー選手。Jリーグ・ファジアーノ岡山所属。ポジションはミッドフィールダー、フォワード。元日本代表。
Kリーグでの登録名は任（ハングル: 아타루）。

## 来歴

### プロ入り前
三田市立ゆりのき台中学校卒業。神戸弘陵高校出身。2011年に流通経済大学に進学。2013年の総理大臣杯全日本大学サッカートーナメントでは4試合5得点をあげる大活躍を見せ、チームを優勝に導き、自身も大会得点王となっている。また、2014年の全日本大学サッカー選手権大会でも、チームを優勝に導くと同時に4得点を決め、大会得点王となっている。

### ザスパクサツ群馬
2015年、J2・ザスパクサツ群馬に入団。3月15日の第2節・ロアッソ熊本戦でプロ入り初得点を記録。また同年のジェフユナイテッド千葉戦では2戦3得点を記録した。シーズン通算ではリーグ戦全試合出場を果たし、チームトップの13得点を挙げた。

### 大宮アルディージャ
2016年よりJ1・大宮アルディージャに完全移籍。5月21日、第13節・サガン鳥栖戦にてクラブのJ1通算400ゴール目をヘディングで記録した。このシーズンは8得点1アシストと活躍し、チームの5位躍進に貢献した。
2017年は2年振りにリーグ戦全試合出場を果たし、第14節・サガン鳥栖戦 - 第16節・サンフレッチェ広島にかけて3試合連続得点を記録するなど 7得点をマークしたが、チームはリーグ戦最下位となりJ2降格の憂き目に遭った。

### 柏レイソル
2018年より同僚の瀬川祐輔と共に柏レイソルに完全移籍で加入。1年目から背番号10を背負い、3月18日、第4節のガンバ大阪戦では2得点の活躍を見せた。国内外合わせ公式戦45試合に出場し12得点をマークしたが、チーム順位は17位となり個人としては2年連続でJ2降格を経験することとなった。
2020年2月22日、第1節の北海道コンサドーレ札幌戦では、プロ入り初となる開幕戦で2得点を決める活躍をした。
2021年はチームキャプテンとなり、A代表にも選ばれた。

### 浦和レッズ
2021年6月25日、浦和レッズに完全移籍で加入。コンスタントに活躍し、去年に引き続き2度目のJリーグ優秀選手賞受賞を果たした。天皇杯では決勝で先制点を記録し優勝に貢献、自身初の国内三大タイトル獲得を果たした。
2022年2月12日、富士フイルムスーパーカップで先発出場すると、2ゴールを記録し、昨季のリーグ王者川崎フロンターレを下して優勝に貢献した。

### 蔚山現代FC/蔚山HD FC
2022年12月26日、韓国の蔚山現代FCへ完全移籍することが発表された。
2023年10月29日、リーグ戦18試合に出場、2得点3アシストを記録し蔚山のリーグ連覇に貢献した。

### ファジアーノ岡山
2024年12月23日、 ファジアーノ岡山に完全移籍で加入。

### 代表
2021年3月18日、国際親善試合の韓国戦および2022 FIFAワールドカップ・アジア2次予選兼AFCアジアカップ2023予選のモンゴル戦のメンバーとして日本代表に初選出された。25日の国際親善試合の韓国戦に後半開始から途中出場し、国際Aマッチ初出場を飾った。

## 人物
FC大阪などでプレーしていた江坂巧は実弟。高校時代のチームメイトにDDTプロレスリングの岡田佑介がいる。
柏では背番号10を背負い、2021年の浦和移籍時に浦和の10番も空席となっていたが、背番号は33番となった。当初その理由を江坂は「特に理由はないですが、ゾロ目がいいかなと思って」と回答していたが、翌年になって「妻の誕生日が3月3日なので決めました。33気に入ってます」と真の理由を明かした。

### プレースタイル
トップ下でのプレーを得意とし、決定的なパスを出して味方のゴールを演出する。右利きだが、左足のキックも精度が高く、2020年シーズンの開幕戦では左足から2得点を決めている。2021シーズンでは直接フリーキックを左足で蹴るなどチームのパターンの拡大に貢献している。

## 所属クラブ
- ウッディSC[1]
- 三田市立ゆりのき台中学校[1]
- 2008年 - 2010年 神戸弘陵学園高等学校[1]
- 2011年 - 2014年 流通経済大学[1]
- 2015年  ザスパクサツ群馬[1]
- 2016年 - 2017年  大宮アルディージャ
- 2018年 - 2021年6月  柏レイソル
- 2021年6月 -2022年  浦和レッズ
- 2023年 - 2024年  蔚山現代FC / 蔚山HD FC
- 2025年 -  ファジアーノ岡山

## 個人成績
| 国内大会個人成績 | 国内大会個人成績 | 国内大会個人成績 | 国内大会個人成績 | 国内大会個人成績 | 国内大会個人成績 | 国内大会個人成績 | 国内大会個人成績 | 国内大会個人成績 | 国内大会個人成績 | 国内大会個人成績 | 国内大会個人成績 |
| 年度             | クラブ           | 背番号           | リーグ           | リーグ戦         | リーグ戦         | リーグ杯         | リーグ杯         | オープン杯       | オープン杯       | 期間通算         | 期間通算         |
| 年度             | クラブ           | 背番号           | リーグ           | 出場             | 得点             | 出場             | 得点             | 出場             | 得点             | 出場             | 得点             |
| 日本             | 日本             | 日本             | 日本             | リーグ戦         | リーグ戦         | リーグ杯         | リーグ杯         | 天皇杯           | 天皇杯           | 期間通算         | 期間通算         |
| ---------------- | ---------------- | ---------------- | ---------------- | ---------------- | ---------------- | ---------------- | ---------------- | ---------------- | ---------------- | ---------------- | ---------------- |
| 2015             | 群馬             | 26               | J2               | 42               | 13               | -                | -                | 1                | 0                | 43               | 13               |
| 2016             | 大宮             | 7                | J1               | 31               | 8                | 8                | 2                | 3                | 0                | 42               | 10               |
| 2017             | 大宮             | 7                | J1               | 34               | 7                | 2                | 1                | 2                | 1                | 38               | 9                |
| 2018             | 柏               | 10               | J1               | 33               | 9                | 4                | 0                | 2                | 2                | 39               | 11               |
| 2019             | 柏               | 10               | J2               | 38               | 11               | 4                | 1                | 2                | 2                | 44               | 14               |
| 2020             | 柏               | 10               | J1               | 32               | 9                | 3                | 2                | -                | -                | 35               | 11               |
| 2021             | 柏               | 10               | J1               | 16               | 2                | 3                | 0                | 0                | 0                | 19               | 2                |
| 2021             | 浦和             | 33               | J1               | 16               | 5                | 4                | 1                | 4                | 1                | 24               | 7                |
| 2022             | 浦和             | 33               | J1               | 30               | 2                | 3                | 1                | 2                | 0                | 35               | 3                |
| 韓国             | 韓国             | 韓国             | 韓国             | リーグ戦         | リーグ戦         | リーグ杯         | リーグ杯         | FA杯             | FA杯             | 期間通算         | 期間通算         |
| 2023             | 蔚山             | 31               | K1               | 21               | 3                | -                | -                | 2                | 0                | 23               | 3                |
| 2024             | 蔚山             | 31               | K1               | 29               | 5                | -                | -                | 2                | 1                | 31               | 6                |
| 日本             | 日本             | 日本             | 日本             | リーグ戦         | リーグ戦         | リーグ杯         | リーグ杯         | 天皇杯           | 天皇杯           | 期間通算         | 期間通算         |
| 2025             | 岡山             | 8                | J1               |                  |                  |                  |                  |                  |                  |                  |                  |
| 通算             | 日本             | 日本             | J1               | 192              | 42               | 27               | 7                | 13               | 4                | 232              | 53               |
| 通算             | 日本             | 日本             | J2               | 80               | 24               | 4                | 1                | 3                | 2                | 87               | 27               |
| 通算             | 韓国             | 韓国             | K1               | 50               | 8                | -                | -                | 4                | 1                | 54               | 9                |
| 総通算           | 総通算           | 総通算           | 総通算           | 272              | 66               | 31               | 8                | 16               | 6                | 319              | 80               |

その他の公式戦
- 2022年
  - スーパーカップ 1試合2得点

| 国際大会個人成績 | 国際大会個人成績 | 国際大会個人成績 | 国際大会個人成績 | 国際大会個人成績 |
| 年度             | クラブ           | 背番号           | 出場             | 得点             |
| AFC              | AFC              | AFC              | ACL              | ACL              |
| ---------------- | ---------------- | ---------------- | ---------------- | ---------------- |
| 2018             | 柏               | 10               | 5                | 1                |
| 2022             | 浦和             | 33               | 7                | 1                |
| 2023/24          | 蔚山             | 31               | 4                | 1                |
| 通算             | AFC              | AFC              | 16               | 3                |

その他の国際公式戦
- 2018年
  - AFCチャンピオンズリーグ2018 東地区プレーオフ 1試合0得点
- Jリーグ初出場 - 2015年3月8日 J2第1節 vs横浜FC（正田醤油スタジアム群馬）
- Jリーグ初得点 - 2015年3月15日 J2第2節 vsロアッソ熊本（熊本市水前寺競技場）

## タイトル

### クラブ
流通経済大学
- 総理大臣杯全日本大学サッカートーナメント：1回（2013年）
- 全日本大学サッカー選手権：1回（2014年）

柏レイソル
- J2リーグ：1回（2019年）

浦和レッズ
- 天皇杯 JFA 全日本サッカー選手権大会：1回（2021年）
- FUJIFILM SUPER CUP：1回（2022年）

蔚山HD FC
- Kリーグ1：2回（2023年、2024年）

### 個人
- 総理大臣杯全日本大学サッカートーナメント 得点王：1回（2013年）
- 全日本大学サッカー選手権 得点王：1回（2014年）
- J1リーグ優秀選手賞：2回（2020年、2021年）
- AFCチャンピオンズリーグ アシスト王：1回（2022年）

## 代表歴

### 出場大会
- 日本代表
  - 国際親善試合
  - 2022 FIFAワールドカップ・アジア予選（2021年）

### 試合数
- 国際Aマッチ 1試合 0得点（2021年 - 2022年）

| 日本代表 | 国際Aマッチ | 国際Aマッチ |
| 年       | 出場        | 得点        |
| -------- | ----------- | ----------- |
| 2021     | 1           | 0           |
| 2022     | 0           | 0           |
| 通算     | 1           | 0           |

### 出場
| No. | 開催日        | 開催都市 | スタジアム     | 対戦国 | 結果 | 監督   | 大会         |
| --- | ------------- | -------- | -------------- | ------ | ---- | ------ | ------------ |
| 1.  | 2021年3月25日 | 横浜市   | 日産スタジアム | 韓国   | ○3-0 | 森保一 | 国際親善試合 |